# Соник Бум
«Соник Бум» (англ. Sonic Boom) — мультсериал франко-американского производства, основанный на серии видеоигр Sonic the Hedgehog. Это первый мультсериал в истории медиафраншизы, выполненный целиком с помощью 3D-графики. Его созданием занималось американское подразделение Sega совместно с OuiDo! Entertainment, Gulli и Paramount Pictures. Премьерный показ мультсериала состоялся 8 ноября 2014 года на канале Cartoon Network в США и 19 ноября на Canal J во Франции.
Было выпущено два сезона. 21 мая 2020 года генеральный директор Sega Иво Герцович заявил об отсутствии планов на дальнейшее производство мультсериала.
Мультсериал был завершен после выхода двух сезонов, состоящих из 104 серий.
По мотивам мультсериала издательство Archie Comics выпустило линейку одноимённых комиксов, также было выпущено несколько игр вдохновлённых сериалом.

## Сюжет
События мультсериала разворачиваются в альтернативном мире, отличном от вселенной видеоигр. Каждая серия представляет собой отдельную историю с участием главных героев: ёжика Соника, лисёнка Тейлза, ехидны Наклза, ежихи Эми Роуз и барсучихи Стикс, противостоящих очередному коварному плану доктора Эггмана. Заявлено, что в роли противников также выступят как знакомые по играм, так и совершенно новые персонажи.

## Производство
Анонс мультсериала состоялся 2 октября 2013 года. В своём блоге Sega опубликовала тизер в виде изображения силуэтов четырёх главных героев — Соника, Тейлза, Наклза и Эми. 6 февраля 2014 года был представлен отрывок из первой серии мультсериала, из которого стало известно, что все персонажи получат несколько изменённый внешний вид, отличающийся от привычного в играх. 29 мая 2014 года был анонсирован новый персонаж — обитательница острова, дикарка, барсучиха Стикс.
Sonic Boom стал частью нового ответвления от основной серии, которое также включает в себя видеоигры и разные сопутствующие товары. По заявлению представителей Sega ответвление не было создано, чтобы заменить оригинальную франшизу. С помощью проекта компания надеется привлечь интерес новых поклонников к серии. Мультсериал рассчитан в основном на западную аудиторию, по аналогии с его предшественником, аниме-сериалом Sonic X, созданного для японской аудитории. Изначально сообщалось, что ни мультсериал, ни игры не планируется выпускать на территории Японии, поэтому Sonic Team продолжит делать игры из основной серии одновременно с производством игр и тематической продукции для нового ответвления. Однако позднее было объявлено, что игры всё же выйдут в Японии, где будут распространяться под названием Sonic Toon.
Sonic Boom будет состоять из 100 серий продолжительностью в одиннадцать минут и будет нацелен на детскую аудиторию от 6 лет. В США мультсериал будет транслироваться на канале Cartoon Network с 8 ноября 2014 года, во Франции — с 19 ноября того же года на Canal J. Весной 2015 года Sonic Boom будет показан на французском телеканале Gulli; в это же время мультсериал начнёт демонстрироваться на территории Ближнего Востока. В остальных странах Sonic Boom будет выходить с осени 2015 года. Созданием мультсериала занималось американское подразделение Sega совместно с французской анимационной студией OuiDo! Entertainment. Съёмочная группа находилась под присмотром Такаси Иидзуки, нынешнего главы студии Sonic Team и продюсера серии Sonic the Hedgehog. Производство мультсериала велось одновременно с созданием игр-приквелов, поэтому OuiDo! Entertainment, Sega и игровая студия Big Red Button Entertainment обменивались идеями и тесно сотрудничали друг с другом.

## Озвучивание
Почти все персонажи в Sonic Boom были озвучены теми же актёрами, что и в играх, за исключением Тейлза: в мультсериале его роль исполнила Коллин Виллард, тем самым заменив Кейт Хиггинс, озвучивавшую лиса в предыдущих играх.
| Роль            | Актёр             |
| --------------- | ----------------- |
| Ёж Соник        | Роджер Крейг Смит |
| Ёж Шэдоу        | Кирк Торнтон      |
| Орбот           | Кирк Торнтон      |
| Доктор Эггман   | Майк Поллок       |
| Ехидна Наклз    | Трэвис Уиллингем  |
| Кьюбот          | Уолли Уингерт     |
| Лисёнок Тейлз   | Коллин Виллард    |
| Эми Роуз        | Синди Робинсон    |
| Барсучиха Стикс | Ника Футтерман    |
| Крокодил Вектор | Кит Силверштейн   |
| Комеди Чимп     | Билл Фрайбергер   |
| Леди Моржиха    | Билл Фрайбергер   |
| Свифти          | Робби Рист        |

## Сопутствующая продукция
Компанией Sega также готовились к выходу две видеоигры, которые должны стать приквелом к мультсериалу: Sonic Boom: Rise of Lyric, разрабатываемая студией Big Red Button Entertainment на приставку Wii U, и Sonic Boom: Shattered Crystal, разрабатываемая Sanzaru Games для портативной консоли Nintendo 3DS. Релиз обеих игр состоялся в ноябре 2014 года. Обе версии игры получили отрицательные отзывы от критиков. В июле 2015 года на мобильные устройства под управлением Android была выпущена игра Sonic Dash 2: Sonic Boom. В 2016 году состоялся выход новой игры под названием Sonic Boom: Fire & Ice для Nintendo 3DS. Sega также подписала соглашение с японским производителем игрушек Tomy о выпуске новой линейки по Sonic Boom. Планируется представить широкий ассортимент тематической продукции — от плюшевых игрушек до машинок и подвижных фигурок. С 29 октября 2014 года издательством Archie Comics выпускается серия комиксов по мотивам мультсериала и игр Sonic Boom.